# Natta de mina
Natta de mina, är Kristian Anttilas debutalbum, utgivet 28 maj 2003 via National. Albumet innehåller singlarna Bereden väg, Pang!, Självmordsblond och Harhjärta.
På albumet spelar Anttila alla instrument själv förutom trummor och piano på låten Natta de mina. Skivan hade först också producerats och mixats av Anttila men skivbolaget National hade krävt att albumet spelades in på nytt med en producent. Mot Anttilas vilja blev istället Marco Manieri producent och mixare.
Albumet är inspelat i Gula Studion i Malmö.
Låten Pang! behöll man dock så som Anttila spelat in den och är därmed inspelad, producerad, mixad av Kristian Anttila i Monsterstudion och BlattePop Studios.

## Mottagande
Natta de mina fick ett svalt mottagande av media och mediokra recensioner. Även om den fick lite utrymme här och var med intervjuer och faktiskt gav spelningar som t.ex. Hultsfredsfestivalen.

## Låtlista
På samtliga spår är text och musik skriven av Kristian Anttila.
| Nr           | Titel           | Längd |
| ------------ | --------------- | ----- |
| 1.           | Harhjärta       | 3:59  |
| 2.           | Hetsdöpt        | 3:10  |
| 3.           | Pang!           | 3:40  |
| 4.           | Lillasvart      | 5:13  |
| 5.           | Självmordsblond | 4:05  |
| 6.           | Kom             | 4:06  |
| 7.           | Bereden väg     | 3:19  |
| 8.           | Bara utifall    | 4:22  |
| 9.           | Lystring        | 3:39  |
| 10.          | Natta de mina   | 6:29  |
| Total längd: | Total längd:    | 42:05 |

## Medverkande
Marco Manieri - producent, mixning, inspelning
Nicolas Janco - trummor
Jonathan Leman - piano